# Brighter Than a Thousand Suns
Brighter Than a Thousand Suns — шостий студійний альбом британського рок-гурту Killing Joke, виданий в 1986 році.

## Список композицій
Автор музики і слів Killing Joke (Джез Коулман, Кевін «Джорді» Вокер, Пол Рейвен, Пол Фергюсон), окрім зазначених інакше. 
| Перша сторона | Перша сторона            | Перша сторона |
| #             | Назва                    | Тривалість    |
| ------------- | ------------------------ | ------------- |
| 1.            | «Adorations»             | 4:39          |
| 2.            | «Sanity»                 | 4:44          |
| 3.            | «Chessboards»            | 5:47          |
| 4.            | «Twilight of the Mortal» | 4:12          |

| Друга сторона | Друга сторона        | Друга сторона |
| #             | Назва                | Тривалість    |
| ------------- | -------------------- | ------------- |
| 1.            | «Love of the Masses» | 4:54          |
| 2.            | «A Southern Sky»     | 4:25          |
| 3.            | «Wintergardens»      | 5:24          |
| 4.            | «Rubicon»            | 7:06          |

| Бонус-треки перевидання 2007 року | Бонус-треки перевидання 2007 року | Бонус-треки перевидання 2007 року |
| #                                 | Назва                             | Тривалість                        |
| --------------------------------- | --------------------------------- | --------------------------------- |
| 12.                               | «Ecstasy»                         | 4:10                              |
| 13.                               | «Adorations (Supernatural Mix)»   | 6:39                              |
| 14.                               | «Sanity (Insane Mix)»             | 6:15                              |

## Позиції в чартах
Альбом
| Чарт (1986-87)  | Позиція |
| --------------- | ------- |
| UK Albums Chart | 54      |
| Billboard 200   | 194     |